# Carrícola
Carrícola là một đô thị ở comarca Vall d'Albaida cộng đồng Valencia, Tây Ban Nha. Đô thị này có diện tích 4,6 km², dân số thời điểm năm 2006 là 88 người.